# Jesús Fernández Santos
Jesús Fernández Santos (Madrid, 9 novembre 1926 – Madrid, 2 giugno 1988) è stato uno scrittore, regista e sceneggiatore spagnolo.

## Biografia
Nato a Madrid nel 1926, Fernández Santos studiò presso la facoltà di Lettere della capitale, che lasciò per seguire la sua vocazione teatrale (è stato regista e attore al Teatro Sperimentale dell'Università) e letteraria. Intraprese l'attività cine-televisiva - alternandola poi alla produzione letteraria - come sceneggiatore, regista e critico cinematografico, realizzando circa un centinaio di documentari sulla cultura letteraria e artistica spagnola e il film Llegar a más nel 1964. 
La produzione letteraria di Fernández Santos fu in continua evoluzione, molto legata alla tradizione narrativa nazionale anche per lo stile sobrio e severo. Il suo libro d'esordio fu  Los Bravos (Il Coraggioso), pubblicato nel 1954; quest'opera è emblematica della situazione sociale del tempo, e fu uno dei primi e seri tentativi degli anni cinquanta in Spagna di denunciare la realtà dell'epoca. Fernández Santos si servì ancora del realismo oggettivo nei libri seguenti, per passare poi ad uno stile più complesso a partire da El hombre de los santos (L'uomo dei santi, 1969); l'autore concentra il suo interesse sull'individuo, in un romanzo incentrato sul tema della solitudine dell'uomo, vittima dell'inesorabile scorrere del tempo. A questa fase caratterizzata da più elasticità espressiva e dall'utilizzo di tecniche e procedimenti nuovi appartengono anche Las catedrales (Le cattedrali, 1970), con otto racconti collegati con tecniche compositive in cui l'idea dello spazio è fondamentale, e il Libro de las memorias de las cosas (Libro dei ricordi delle cose, 1971), incentrato su una comunità protestante della Spagna contemporanea, opera che segnò la consacrazione dello scrittore con il Premio Nadal 1970. 
L'ultima fase di produzione letteraria di Fernández Santos include volumi di racconti quali Cuentos completos (Racconti completi, 1978), El reino de los niños (Il regno dei bambini, 1981), Balada de amor y soledad (Ballata di amore e solitudine, 1987). Alla fine degli anni settanta e negli anni ottanta si occupò anche della stesura di diversi romanzi: Extramuros (Fuori le mura, 1978),La que no tiene nombre (Che non ha nome, 1979, vincitore Premio Fastenrath), Cabrera (1981, incentrato sulla deportazione di alcuni soldati napoleonici all'inizio del '900 sull'omonima isola), Jaque a la dama (Scacco alla dama, 1982, vincitore Premio Planeta; è l'analisi della vita di una giovane donna ebrea), Los jinetes del alba (I cavalieri dell'alba, 1984, ambientato ai tempi della rivoluzione del 1934).

## Filmografia parziale

### Regista
- El Greco, un pintor, un río, una ciudad - cortometraggio documentario (1960)
- Llegar a más (1963)
- Ribera (El Españoleto) - cortometraggio documentario (1966)
- Los libros - serie TV (1974-1976)